# Kamen Rider Blade
Kamen Rider Blade (仮面ライダー剣（ブレイド） Kamen Raidā Bureido?) es el título de la 14.ª temporada de la franquicia Kamen Rider. Reactiva el sistema de Transformación a base de cartas, tal como en Kamen Rider Ryūki. Esta temporada usó dos eslóganes: "Ahora tu poder está en su punto más alto" (今、その力が展開する Ima, sono chikara ga tenkai suru?) y "¡Toma la baza del destino!" (運命の切札をつかみ取れ! Unmei no kirifuda o tsukamitore!?)

## Argumento
Hace 10 000 años, hubo una gran guerra conocida como la Battle Royal donde se enfrentaron cincuenta y dos demonios conocidos como los Undeads, cada uno representando una especie que lucha por el dominio sobre todos los demás. El ganador fue el Undead humano, dando el dominio de la Tierra a la humanidad. En la actualidad, los arqueólogos descubren a los Undeads sellados y accidentalmente los liberan. Por lo tanto, comienza una nueva Battle Royal. Ante está aparición, la organización B.O.A.R.D. equipa a dos jóvenes que se convierten en Kamen Riders: Kazuma Kenzaki y Sakuya Tachibana luchan juntos como Kamen Rider Blade y Kamen Rider Garren para proteger a los humanos de los Undeads y sellarlos. También luchando contra los Undead está el misterioso Chalice, un Kamen Rider cuyo propósito es desconocido. Además, un joven lucha por liberarse del control de los Undeads sellados  luchando como Kamen Rider Leangle.

## Personajes

### Riders
- Kazuma Kenzaki (剣崎 一真 Kenzaki Kazuma?)/Kamen Rider Blade (仮面ライダーブレイド Kamen Raidā Bureido?): Debido a su inteligencia y a sus excepcionales tácticas de supervivencia, fue elegido por la organización B.O.A.R.D. para usar el sello Categoría As de Espadas y convertirse en Kamen Rider Blade. Posee un buen corazón y pretende luchar para proteger a la humanidad de los Undeads.
- Sakuya Tachibana (橘 朔也 Tachibana Sakuya?)/Kamen Rider Garren (仮面ライダーギャレン Kamen Raidā Gyaren?): Fue elegido por B.O.A.R.D. para usar el sello Categoría As de Diamantes y convertirse en Kamen Rider Garren. Estaba convencido de que el Sistema Rider era defectuoso y, finalmente, lo mataría, pero que resultó ser su temor el que lo estaba matando. Cuando un amigo cercano a él es asesinado, Tachibana supera su miedo permanentemente.
- Hajime Aikawa (相川 始 Aikawa Hajime?)/Kamen Rider Chalice (仮面ライダーカリス Kamen Raidā Karisu?): Es un hombre misterioso que usa el sello Categoría As de Corazones para convertirse en Kamen Rider Chalice. Vive en el Café Jacaranda con la familia Kurihara y carga con un oscuro secreto, uno que amenaza la vida en la Tierra.
- Mutsuki Kamijō (上城 睦月 Kamijō Mutsuki?)/Kamen Rider Leangle (仮面ライダーレンゲル Kamen Raidā Rengeru?): Es un estudiante de 17 años que fue elegido para la Categoría As de Tréboles y convertirse en Kamen Rider Leangle, tiene baja autoestima y desde el inicio tuvo el deseo de convertirse en un Kamen Rider desde que vio a uno en acción pero el aumento de la sed de poder como Categoría As dominan su mente. Pero, más tarde es redimido.

### Aliados
- Shiori Hirose (広瀬 栞 Hirose Shiori?): Es una mujer de 20 años que es uno de los pocos miembros de BOARD después de que fuese atacado por los Undeads. Ayuda a los Riders mediante la detección de los Undeads en su equipo de búsqueda de Undead. Ella parece preocuparse mucho de Kenzaki.
- Kotarō Shirai (白井 虎太郎 Shirai Kotarō?): Es un aspirante a escritor, de 23 años, que ayuda a Kazuma y a Shiori en su misión dándoles hospitalidad. Adora beber leche.
- Haruka Kurihara (栗原 遥香 Kurihara Haruka?): Es la hermana mayor de Kotarō y dueña del Café Jacaranda.
- Amane Kurihara (栗原 天音 Kurihara Amane?): Es la hija de 9 años de Haruka y sobrina de Kotaro. Es una chica ruda, que oculta sus sentimientos por Hajime. Ella es la razón por la cual Hajime descubre qué significa ser un humano.
- Kei Karasuma (烏丸 啓 Karasuma Kei?): es el presidente de B.O.A.R.D y el segundo padre de Amane. Un profesor de 48 años que creó los sistemas Rider 01 y 02 (Garren y Blade), así como el sistema Leangle (03).

### Villanos
- Undeads (アンデッド Andeddo?): Son una raza de monstruos que fueron creados hace 10 000 años por Dios en forma de una losa de piedra llamada Piedra de Sellado, hay 53 tipos de Undeads, representando 52 especies diferentes (la misma cantidad que una baraja estándar de naipes con un solo Joker). Los Undeads luchan para "matarse" mutuamente en una batalla conocida como la Battle Royal, el Undead ganador sería coronado como la raza gobernante del mundo mientras que los perdedores serían sellados por la Piedra misma. Fiel a su nombre, los Undeads no pueden ser asesinados, ya que son manifestaciones de diferentes especies y, por lo tanto, deben ser preservados para la próxima Battle Royal, por lo que Dios les ha dado la verdadera inmortalidad.
  - Takahara (高原 Takahara?): Es la encarnación del Undead Águila, hizo un pacto con Chalice para luchar como los dos últimos muertos vivientes hace 10 000 años. Puede convocar plumas que usa como dagas arrojadizas.
  - Yazawa (矢沢 Yazawa?): Es la encarnación del Undead Capricornio. posee un grito de alto tono que puede desintegrar cualquier cosa.
  - King (キング Kingu?): Es la encarnación del Undead Caucasus. Se hace pasar por un adolescente con una personalidad molesta. Le encanta causar problemas y meterse con todos. Él usa telekinesis y puede invocar su escudo aplaudiendo.
  - Isaka (伊坂 Isaka?): Es la encarnación del Undead Pavo Real. Su poder  es la telequinesia, así como la invocación de bolas de fuego y la hipnosis masiva que utilizó para secuestrar humanos
  - Azumi (あずみ Azumi?): Es la encarnación del Undead Serpiente. Su cabello cambia a serpientes y puede usarlo como látigos, tiene una risa histérica todo el tiempo, incluso en público
  - Kanai (金居 Kanai?): Es la encarnación de Undead Jirafa. Es el primer Undead en conocer la verdad sobre la falsa Battle Royal Undead y el último Undead en ser sellado.
  - Daichi (大地 Daichi?): Es la encarnación del Undead Elefante. Aunque pacifista, tiene una enorme fuerza física que también es evidente mientras está en forma humana.
  - Hikaru Jo (城 光 Jō Hikaru?): Es la encarnación del Undead Tigre. Aún  en forma humana, Jō posee una velocidad y fuerza extraordinarias. Tiene un gran orgullo y lucha con dignidad, siempre defiende y sigue las "reglas" ella misma.
  - Noboru Shima (嶋 昇 Shima Noboru?): Es la encarnación del Undead Tarántula. El más sabio de los Undeads. Shima es diferente de otros Undeads, ya que tiene un buen corazón y ama a la humanidad.
  - Shinmei (新名 Shinmei?): .Es la encarnación del Undead lobo. Finge ser un cazador que caza a los hombres lobo y otros muertos vivientes, puede transformar sus manos en garras como de lobo así como convertir los cadáveres de sus víctimas en súbditos licántropos.
  - Miyuki Yoshinaga (吉永 みゆき Yoshinaga Miyuki)?): Es la encarnación de Undead Orquídea. Una Undead astuta que usa a otros para obtener lo que ella quiere. Puede convocar vides para atar a sus víctimas y disparar una niebla por la cara en la parte posterior de su cabeza.
- Hiroshi Tennoji (天王路 博史 Ten'nōji Hiroshi?): era el presidente de BOARD que intencionalmente estableció la serie de eventos para una falsa Battle Royal para que pueda hacer realidad su "sueño": un nuevo orden mundial consigo mismo como su regente.

## Episodios
1. El Guerrero Color Indigo (紫紺の戦士 Shikon no Senshi?)
2. El Rider Misterioso (謎のライダー Nazo no Raidā?)
3. Su Secreto... (彼らの秘密･･･ Karera no Himitsu...?)
4. El Misterio de la Inmortalidad (永遠の命の謎 Eien no Inochi no Nazo?)
5. La Pelea del Pasado (過去への挑戦 Kako e no Chōsen?)
6. La Verdadera Identidad de Chalice (カリスの正体 Karisu no Shōtai?)
7. Los 2 Atrapados (囚われた2号 Torawareta Nigō?)
8. La Gente Revivida (甦った者たち Yomigaetta Monotachi?)
9. El Destino de un Luchador (戦う者の運命 Tatakau Mono no Unmei?)
10. El Gerrero Manipulado (操られた戦士 Ayatsurareta Senshi?)
11. El Lugar de Cada Uno (各々の居場所 Onōno no Ibasho?)
12. Categoría de As (カテゴリーA Kategorī Ēsu?)
13. La Trampa Dorada (金色の糸の罠 Kin'iro no Ito no Wana?)
14. ¡As Sellado! (エース封印! Ēsu Fūin!?)
15. La Conformación del Destino (運命の適合者 Unmei no Tekigōsha?)
16. El Poder de Leangle (レンゲルの力 Rengeru no Chikara?)
17. El Cinturón Malvado (邪悪なベルト Jaaku na Beruto?)
18. Espíritus que Manipulan la Oscuridad (暗闇を操る魂 Kurayami o Ayatsuru Tamashii?)
19. Aquel que Conquista a la Oscuridad (暗黒を征す者 Ankoku o Seisu Mono?)
20. El Blanco es Kotaro (標的は虎太郎 Hyōteki wa Kotarō?)
21. Batallas que se Sienten por los Amigos (友を思う戦い Tomo o Omou Tatakai?)
22. El Escape de la Oscuridad (闇からの脱出 Yami Kara no Dasshutsu?)
23. ¿Quien eres Tu? (お前は誰だ? Omae wa Dare da??)
24. Los Misteriosos Cazadores (謎のハンター Nazo no Hantā?)
25. El Espíritu de un Traidor (裏切りの疾走 Uragiri no Shissō?)
26. El Poder que me Mueve (俺を動かす力 Ore o Ugokasu Chikara?)
27. El Corazón Tembloroso... (揺れ動く心･･･ Yureugoku Kokoro...?)
28. ¿¡Un Juego Peligroso!? (危険な賭け!? Kiken na Kake!??)
29. 2 Chalices (2人のカリス Futari no Karisu?)
30. Memorias Perdidas (失われた記憶 Ushinawareta Kioku?)
31. El 53° Ser (53番目の存在 Gojūsanbanme no Sonzai?)
32. El Secreto del Destructor (破壊者の秘密 Hakaisha no Himitsu?)
33. El Apuntado Kenzaki (狙われた剣崎 Nerawareta Kenzaki?)
34. Categoría Rey (カテゴリーK Kategorī Kingu?)
35. ¿¡Un Transformación Peligrosa!? (危険な変身!? Kiken na Henshin!??)
36. La Forma Más Fuerte (最強フォーム Saikyō Fōmu?)
37. Hacia un Nuevo Destino (新たな運命へ Arata na Unmei e?)
38. Aquel que se Apodera del Destino (運命を掴む者 Unmei o Tsukamu Mono?)
39. Reunión... Padre e Hija (再会･･･父と娘 Saikai...Chichi to Musume?)
40. Separándose del Pasado (過去との訣別 Kako to no Ketsubetsu?)
41. El Deseo de ser Más Fuerte (強くなりたい Tsuyoku Naritai?)
42. Leangle Revive (レンゲル復活 Rengeru Fukkatsu?)
43. ¿Amigo o Enemigo? (敵か味方か? Teki ka Mikata ka??)
44. Cuatro Cartas (フォーカード Fō Kādo?)
45. La Nueva Carta (新たなカード Arata na Kādo?)
46. Regla Sellada (支配者の封印 Shihaisha no Fūin?)
47. Garren Eliminado (ギャレン消滅 Gyaren Shōmetsu?)
48. Prólogo de la Destrucción (滅びへの序章 Horobi e no Joshō?)
49. El Triunfo Eterno (永遠の切り札 Eien no Kirifuda?)

### Películas
- Kamen Rider Blade: New Generation (仮面ライダー剣(ブレイド) ニュージェネレーション Kamen Raidā Bureido: Nyū Jenerēshon?): ESpecial para TV. Estrenado el 8 de agosto de 2004
- Kamen Rider Blade: Blade vs. Blade (仮面ライダー剣（ブレイド） ブレイドVSブレイド Kamen Raidā Bureido: Bureido Buiesu Bureido?): Especial para vídeo. Estrenado el 1 de septiembre de 2004
- Kamen Rider Blade: Missing Ace (劇場版　仮面ライダー剣 MISSING ACE Gekijōban Kamen Raidā Bureido Misshingu Ēsu?): Estrenada el 11 de septiembre de 2004

## Reparto
- Kazuma Kenzaki: Takayuki Tsubaki
- Sakuya Tachibana: Kousei Amano
- Hajime Aikawa: Ryōji Morimoto
- Mutsuki Kamijō: Takahiro Hōjō
- Shiori Hirose: Yumi Egawa
- Kotarō Shirai: Terunosuke Takezai
- Haruka Kurihara: Kaori Yamaguchi
- Amane Kurihara: Hikari Kajiwara
- Kei Karasuma: Kazuhiro Yamaji
- Takahara: Yasufumi Hayashi
- Yazawa: Atsushi Korechika
- King: Makoto Kamijo
- Isaka: Yasukaze Motomiya
- Azumi: Mio Fukuzumi
- Kanai: Akira Kubodera
- Daichi: Kairi Narita
- Hikaru Jō: Akane Hamasaki
- Noboru Shima: Kazunari Aizawa
- Shinmei: Masashi Kagami
- Miyuki Yoshinaga:  Mika Hijii
- Hiroshi Tennōji: Kōji Moritsugu
- Narrador: Jūrōta Kosugi

## Temas musicales

### Tema de entrada
- "Round ZERO~BLADE BRAVE" (Episodios 1-30)
  - Letra: Shoko Fujibayashi
  - Música: Katsuya Yoshida
  - Arreglos: Akio Kondō
  - Intérprete: Nanase Aikawa

- "ELEMENTS" (Episodios 31-49)
  - Letra: Shoko Fujibayashi
  - Música: Miki Fushisue
  - Arreglos: RIDER CHIPS y Cher Watanabe
  - Intérprete: RIDER CHIPS ft. Ricky

### Teas de cierre
- "Kakusei" (覚醒 Kakusei?, Despertar) (Episodios 2-23)
  - Letra: Shoko Fujibayashi
  - Música: Cher Watanabe
  - Arreglos: Akio Kondō
  - Intérprete: Ricky

- "Rebirth" (Episodios 24-28, 30, 47)
  - Letra: Shoko Fujibayashi
  - Música: Yukari Aono
  - Arreglos: Cher Watanabe
  - Intérprete: Kousei Amano

- "Take it a Try" (Episodios 31-34, 36, 37, 40, 44)
  - Letra: Shoko Fujibayashi
  - Música: Cher Watanabe
  - Arreglos:: Cher Watanabe
  - Intérprete: Ryoji Morimoto

- Datos: Q1201321